# Charles S. Wharton
Charles Stuart Wharton (* 22. April 1875 in Aledo, Illinois; † 4. September 1939 in Chicago, Illinois) war ein US-amerikanischer Politiker. Zwischen 1905 und 1907 vertrat er den Bundesstaat Illinois im US-Repräsentantenhaus.

## Werdegang
Im Jahr 1878 kam Charles Wharton mit seinen Eltern nach Chicago, wo er die öffentlichen Schulen besuchte. Nach einem anschließenden Jurastudium an der University of Michigan in Ann Arbor und seiner 1896 erfolgten Zulassung als Rechtsanwalt begann er in Chicago in diesem Beruf zu arbeiten. Im Jahr 1899 wurde er in Lake Staatsanwalt; 1903 wurde er stellvertretender städtischer Anwalt in Chicago. Gleichzeitig schlug er als Mitglied der Republikanischen Partei eine politische Laufbahn ein.
Bei den Kongresswahlen des Jahres 1904 wurde Wharton im vierten Wahlbezirk von Illinois in das US-Repräsentantenhaus in Washington, D.C. gewählt, wo er am 4. März 1905 die Nachfolge von George Peter Foster antrat. Da er im Jahr 1906 nicht bestätigt wurde, konnte er bis zum 3. März 1907 nur eine Legislaturperiode im Kongress absolvieren. Nach dem Ende seiner Zeit im US-Repräsentantenhaus praktizierte er wieder als Anwalt in Chicago. Während des Ersten Weltkrieges war er Mitglied im Board of Exemption.
Im Jahr 1919 wurde er einer der Berater der Stadt Chicago (assistant corporation counsel). Zwischen 1920 und 1923 arbeitete er dort als Staatsanwalt. Das war die Zeit des Alkoholschmuggels und der Beginn der Bandenkriege in dieser Stadt. Bis 1929 arbeitete Wharton wieder als Anwalt. Auch er geriet mit dem Gesetz in Konflikt. Er wurde wegen einer Verwicklung in einen Zugüberfall zu zwei Jahren Gefängnis verurteilt, die er zwischen 1929 und 1931 im Bundesgefängnis in Leavenworth verbüßte. Gleichzeitig wurde ihm die Zulassung zur Anwaltskammer entzogen. Später betrieb er ein Restaurant und verfasste einige Bücher. Er starb am 4. September 1939 in Chicago.